# 2 Gwardyjska Armia Ogólnowojskowa
2 Gwardyjska Armia Ogólnowojskowa odznaczona Orderem Czerwonego Sztandaru (ros. 2-я гвардейская общевойсковая Краснознамённая армия) – związek operacyjny wojsk lądowych Sił Zbrojnych Federacji Rosyjskiej w ramach Centralnego Okręgu Wojskowego.
Dowództwo i sztab stacjonuje w mieście Samara.

## Historia
Armia przejęła tradycje 2 Gwardyjskiej Armii Pancernej (radzieckiej). Została utworzona na podstawie dyrektywy Szefa Sztabu Generalnego Sił Zbrojnych Federacji Rosyjskiej z dnia 17 kwietnia 2001 Nr 314/2/0300 „W sprawie przekształcenia okręgów wojskowych Nadwołżanskiego i Uralskiego w Nadwołżańsko-Uralski Okręg Wojskowy oraz utworzenia 2 Armii Ogólnowojskowej” oraz dyrektywy dowódcy Nadwołżańskiego Okręgu Wojskowego z dnia 27 kwietnia 2001 15/1/0230. Zgodnie z tymi dyrektywami, do 1 września 2001 dowództwo nadwołżańskiego Okręgu Wojskowego została przeorganizowane w dowództwo 2 Armii Ogólnowojskowej z kwaterą główną armii w siedzibie rozwiązanego Nadwołżańskiego Okręgu Wojskowego w Samarze.

## Skład
- 3 brygady zmechanizowane;
- brygada artylerii;
- pułki: artylerii rakietowej, przeciwchemiczny, saperski;
- brygady: rakietowa, przeciwlotnicza, dowodzenia, zaopatrzenia, przeciwchemiczna;
- węzeł łączności, stacja łączności satelitarnej
- inne pododdziały.

## Dowódcy
- gwardii generał major od listopada 2001 gen. por. Aleksiej Wierbicki (18 września 2001 — luty 2005);
- gwardii generał porucznik Aleksandr Studenikin (luty 2005 — 3 stycznia 2006);
- gwardii generał major od 23 lutego 2007 gen. por. Siergiej Skokow (5 stycznia 2006—2008);
- gwardii generał major Oleg Makarewicz (styczeń 2008—2009);
- gwardii generał major Chasan Kałojew cz.p.o. (2009 — 28 czerwca 2010);
- gwardii generał major Aleksandr Żurawlow (28 czerwca 2010 — styczeń 2014);
- gwardii generał major od 11 czerwca 2016 gen. por. Igor Serycki (styczeń 2014 — wrzesień 2016);
- gwardii generał major Gennadij Żydko (wrzesień 2016 — grudzień 2017)
- gwardii generał major Rustam Muradow, Bohater Federacji Rosyjskiej (grudnia 2017 —grudzień 2018)
- gwardii generał major  od 20 lutego 2020 gw. gen. por. Andriej Kołotowkin (od grudnia 2018)[1]
- gwardii generał major Wiaczesław Gurow (2020)[2].